# Samuel Strimesius

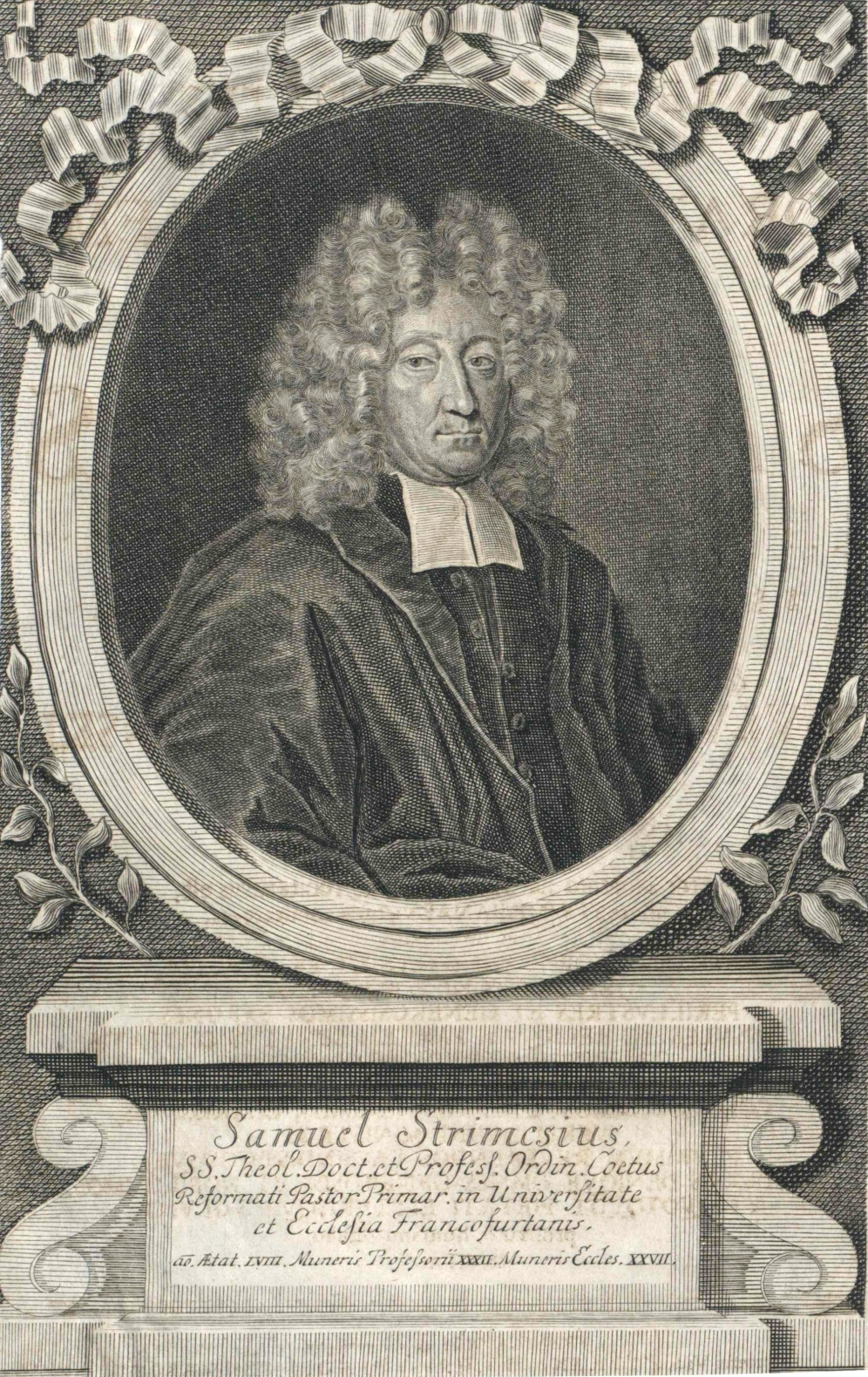
Samuel Strimesius, Stich von Martin Bernigeroth (1707)

Samuel Strimesius (auch: Strimes; * 2. Februar 1648 in Königsberg (Preußen); † 28. Januar 1730 in Frankfurt (Oder)) war ein deutscher Physiker und reformierter Theologe.

## Leben
Der Sohn des aus Utrecht stammenden Kaufmanns Johann Strimes und dessen Frau, der aus London stammenden Regina Pettke, hatte die Stadtschule seiner Vaterstadt und das Joachimsthalsche Gymnasium in Berlin besucht. 1667 begann er ein Studium der Theologie an der Universität Frankfurt (Oder). Während seiner Ausbildung erzielte er solche hervorragenden Leistungen, dass die philosophische Fakultät in Frankfurt an der Oder ihm ein Empfehlungsschreiben für den Kurfürsten Friedrich Wilhelm (den Großen Kurfürst) mitgab, um ihn an einen Lehrstuhl zu binden. Jedoch wollte er zunächst eine Reise nach England absolvieren.
Diese trat er an und hielt sich am längsten dabei in Cambridge und Oxford auf. Er war mit dem englischen Philosophen Ralph Cudworth (1617–1688), den Theologen Johann Spencer (1630–1693), Heinrich Morus (1614–1687), den Bischöfen John Fell (1625–1686) sowie Thomas Barlow (1607–1691) und anderen bedeutenden Gelehrten bekannt geworden. In London lernte er die Theologen John Robert Tillotson (1630–1694) sowie Edward Stillingfleet (1635–1699) und den Philosophen Richard Cumberland (1631–1718) kennen. Als Strimesius auf der Rückreise in Frankfurt an der Oder ankam, erhielt er dort im Oktober 1674 eine außerordentliche Professur der Philosophie, ein halbes Jahr später wurde er Ordentlicher Professor der Physik und erlangte die Magisterwürde.
1679 wurde er erster Pastor an der Nicolaikirche in Frankfurt und außerordentlicher Professor der Theologie. Als er 1687 eine ordentliche theologische Professur erhalten sollte, setzte er sich am Hofe dafür ein, dass jenes Lehramt Johann Christoph Beckmann bekommen sollte, da dieser gerechtere Ansprüche auf eine solche Beförderung habe. Nachdem Beckmann 1690 dieses Amt dann auch übernommen hatte, rückte Strimesius 1696 in die ordentliche Professur der Theologie und wurde im selben Jahr Doktor der Theologie. Er beteiligte sich auch an den organisatorischen Aufgaben der Frankfurter Hochschule und war in den Sommersemestern 1682 und 1699, sowie in den Wintersemestern 1688 und 1694 Rektor. 1705 war er Prorektor der Alma Mater. In späteren Jahren erblindete er und starb im zweiundachtzigsten Lebensjahr an Steinschmerzen.
Aus seiner Ehe stammt der spätere Königsberger Professor der Geschichte Johann Samuel Strimesius (1684–1744).

## Wirken
Der Ireniker Strimesius hatte eine Vereinigung der reformierten und der lutherischen Kirche angestrebt. Dies hatte er in seinen Schriften verdeutlicht. Dabei kam er der lutherischen Auffassung entgegen. Jedoch wurden seine Bemühungen nicht von Erfolg gekrönt, da er die Dogmen der lutherischen Kirche nicht akzeptieren wollte.

## Werk
- Diss. de vita Dei in genere. Frankfurt (Oder) 1671.
- Oratio de desideratis in moralibus. Frankfurt (Oder) 1674.
- Praxiologia apodictica, s. Philosophia moralis demoristrativa Pithanologiae Hobbesianae opposita. Frankfurt (Oder) 1677.
- Origines morales. Frankfurt (Oder) 1679.
- Epicrisis in Specileg. Pufendorf. controversum. Frankfurt (Oder) 1682.
- Bergii Themata theologica, edidit S. Strimesius. Frankfurt (Oder) 1684.
- Vom unchristlichen Duellieren. Frankfurt (Oder) 1689.
- Oratio de unlversae Theologiae summa rationalitate. Frankfurt (Oder) 1696.
- Somatologia s. Physica, Metaphysica et Logica. Frankfurt (Oder) 1697.
- De pace ecclesiastica. Frankfurt (Oder) 1697.
- Critica concionatoris. Accedit appendix de gratia Dei universali et particulari. Frankfurt (Oder) 1700.
- Epistola irenica ad Scultctum, Theol. Hamburg. Frankfurt (Oder) 1703.
- Ingenua in Arminianismum inquisitio. Frankfurt (Oder) 1703.
- Annotationes ad Spanhemii controvers, cum Armin, et Remonstr. hodiernis. Frankfurt (Oder) 1703.
- Consensus Sendomiriensis ab Evangelicis Augustanae, Bohemicae et Helveticae Confessionis sociis initus cum nova praefatione.  Frankfurt (Oder) 1704.
- Kurzer Entwurf der Einigkeit der Evangelisch-Lutherischen und Reformierten im Grunde des Glaubens. Frankfurt (Oder) 1705.
- De pace ecclesiastica cum Jo. Lockii Epistola de tolerantia. Amsterdam (Amstelod.) 1705.
- Kurzer Entwurf der wegen Einigkeit im Grunde des Glaubens einzugehenden christlichen Vereinigung der Evangelisch-Lutherischen und Reformierten; nebst einer Vertheidigung des kurzen Entwurfs u.s.w. Frankfurt (Oder) 1705.
- Inquisitio in Controversia Evangelicorum i. e. Lutheranorum et Reformatorum. Frankfurt (Oder) 1708.
- De unione Evangelicorum ecclesiastica. Frankfurt (Oder) 1711.
- Χαςιτολογια sacra s. Systema gratiae divinae. i. e.tentamen conciliation, gratiae universalis et particularis. Frankfurt (Oder) 1712.
- Visitationes in Visitatorios IV, Articulos Saxonicos 1714 conscriptae, et a P. E. Jablonski 1730 editae. Frankfurt (Oder) 1730.